# Autrey-lès-Gray
Ne doit pas être confondu avec Autrey-le-Vay.
Pour les articles homonymes, voir Autrey et Gray.
Autrey-lès-Gray est une commune française située dans le département de la Haute-Saône, en Franche-Comté, dans la région administrative Bourgogne-Franche-Comté.

## Géographie
| Saint-Seine-sur-Vingeanne (Côte-d'Or)                              | Fahy-lès-Autrey     | Auvet-et-la-Chapelotte  |
| Broye-les-Loups-et-Verfontaine Champagne-sur-Vingeanne (Côte-d'Or) | Autrey-lès-Gray     | Bouhans-et-Feurg Poyans |
|                                                                    | Essertenne-et-Cecey | Mantoche                |

### Climat
Pour des articles plus généraux, voir Climat de la Bourgogne-Franche-Comté et Climat de la Haute-Saône.
En 2010, le climat de la commune est de type climat des marges montargnardes, selon une étude du Centre national de la recherche scientifique s'appuyant sur une série de données couvrant la période 1971-2000. En 2020, Météo-France publie une typologie des climats de la France métropolitaine dans laquelle la commune est dans une zone de transition entre le climat océanique altéré et le climat océanique altéré et est dans la région climatique Lorraine, plateau de Langres, Morvan, caractérisée par un hiver rude (1,5 °C), des vents modérés et des brouillards fréquents en automne et hiver.
Pour la période 1971-2000, la température annuelle moyenne est de 10,5 °C, avec une amplitude thermique annuelle de 17,9 °C. Le cumul annuel moyen de précipitations est de 846 mm, avec 11,6 jours de précipitations en janvier et 8,2 jours en juillet. Pour la période 1991-2020, la température moyenne annuelle observée sur la station météorologique de Météo-France la plus proche, « Poyans », sur la commune de Poyans à 5 km à vol d'oiseau, est de 11,1 °C et le cumul annuel moyen de précipitations est de 911,8 mm. 
La température maximale relevée sur cette station est de 40,8 °C, atteinte le 12 août 2003 ; la température minimale est de −27 °C, atteinte le 9 janvier 1985,,.
Les paramètres climatiques de la commune ont été estimés pour le milieu du siècle (2041-2070) selon différents scénarios d'émission de gaz à effet de serre à partir des nouvelles projections climatiques de référence DRIAS-2020. Ils sont consultables sur un site dédié publié par Météo-France en novembre 2022.

## Urbanisme

### Typologie
Au 1er janvier 2024, Autrey-lès-Gray est catégorisée commune rurale à habitat dispersé, selon la nouvelle grille communale de densité à sept niveaux définie par l'Insee en 2022.
Elle est située hors unité urbaine. Par ailleurs la commune fait partie de l'aire d'attraction de Gray, dont elle est une commune de la couronne,. Cette aire, qui regroupe 63 communes, est catégorisée dans les aires de moins de 50 000 habitants,.

### Occupation des sols
L'occupation des sols de la commune, telle qu'elle ressort de la base de données européenne d’occupation biophysique des sols Corine Land Cover (CLC), est marquée par l'importance des territoires agricoles (52,7 % en 2018), une proportion sensiblement équivalente à celle de 1990 (53,2 %). La répartition détaillée en 2018 est la suivante : 
terres arables (47,5 %), forêts (43,6 %), zones agricoles hétérogènes (4,6 %), zones urbanisées (2,2 %), milieux à végétation arbustive et/ou herbacée (1 %), prairies (0,6 %), zones humides intérieures (0,5 %). L'évolution de l’occupation des sols de la commune et de ses infrastructures peut être observée sur les différentes représentations cartographiques du territoire : la carte de Cassini (XVIIIe siècle), la carte d'état-major (1820-1866) et les cartes ou photos aériennes de l'IGN pour la période actuelle (1950 à aujourd'hui).

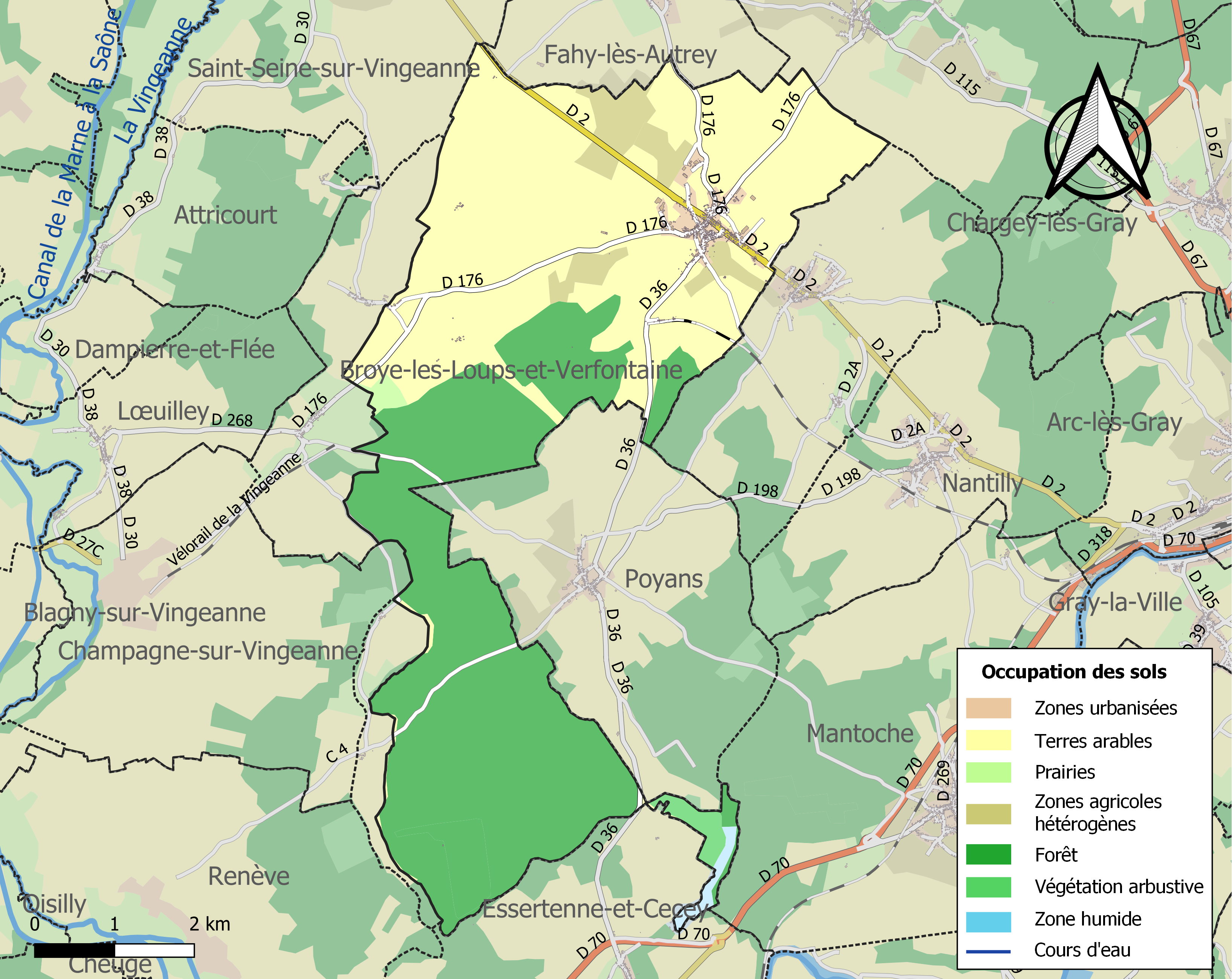
Carte des infrastructures et de l'occupation des sols de la commune en 2018 (CLC).

## Histoire
Le lieu est occupé depuis longtemps : on a retrouvé des cercueils mérovingien lors de la pose d'égouts, et la chronique de l'abbaye de Bèze cite le don par Amalgaire de la villa Alteriacum à l'abbaye en 630. La famille de Vergy prend possession d'Autrey grâce au mariage de Guy de Vergy avec Alix de Beaumont.
L'abbaye Saint-Étienne de Dijon transfère au début du XIIIe siècle son prieuré de Vertfontaine en ce lieu à la suite d'un traité de pariage signé avec les seigneurs de Vergy.
En 1638, durant la guerre franco-espagnole, le château d'Autrey-lès-Gray (l'ancien, pas l'actuel) est pris par les troupes françaises puis rasé sur ordre de Louis XIV.

### Les Templiers et les Hospitaliers
À la fin du XIIe siècle, les Templiers y possédaient une maison qui dépendait de la commanderie de La Romagne, cette maison transférée aux Hospitaliers après le procès de l'ordre du Temple.

### Passé ferroviaire du village
|  |  |  |

De 1882 au 2 mars 1969, la commune  a été traversée par la ligne de chemin de fer de Troyes à Gray, qui, venant du sud-ouest de la gare de Champagne-sur-Vingeanne, passait au sud du village, s'arrêtait à la gare d'Autrey  et se dirigeait ensuite vers la gare de Gray. 

La gare, dont les bâtiments à l'état d'abandon sont encore présents de nos jours, était située en pleine campagne à un km au sud-ouest du village sur la route de Poyans.

L'horaire ci-dessus montre qu'en 1914, 4 trains s'arrêtaient chaque jour  à la gare d'Autrey  dans le sens Troyes-Gray et 4 autres dans l'autre sens.

À une époque où le chemin de fer était le moyen de déplacement le plus pratique, cette ligne connaissait un important trafic de passagers et de marchandises. 
	
À partir de 1950, avec l'amélioration des routes et le développement du transport automobile, le trafic ferroviaire a périclité et la ligne a été fermée le 2 mars 1969 au trafic voyageurs puis désaffectée.

Depuis 2013, cette ligne est utilisée par le Vélorail de la Vingeanne, sur le trajet Mirebeau-sur-Bèze, Oisilly-Renève, Champagne-sur-Vingeanne, Autrey-lès-Gray.

## Politique et administration

### Rattachements administratifs et électoraux
La commune fait partie de l'arrondissement de Vesoul du département de la Haute-Saône, en région Bourgogne-Franche-Comté. Pour l'élection des députés, elle dépend de la première circonscription de la Haute-Saône.
Elle était depuis 1801 le chef-lieu du canton d'Autrey-lès-Gray. Dans le cadre du redécoupage cantonal de 2014 en France, la commune fait désormais partie du canton de Dampierre-sur-Salon.

### Intercommunalité
Autrey-lès-Gray est l'une des communes fondatrices de la petite communauté de communes du Pays d'Autrey, créée le 31 décembre 1994, et  qui regroupait environ 3 800 habitants.
L'article 35 de la loi no 2010-1563 du 16 décembre 2010 « de réforme des collectivités territoriales » prévoyait d'achever et de rationaliser le dispositif intercommunal en France, et notamment d'intégrer la quasi-totalité des communes françaises dans des EPCI à fiscalité propre, dont la population soit normalement supérieure à 5 000 habitants.
Dans ce cadre, le schéma départemental de coopération intercommunale (SDCI) approuvé par le préfet de Haute-Saône le 23 décembre 2011 a prévu la fusion de cette petite intercommunalité avec l'ancienne communauté de communes du Pays de Gray  et le rattachement à cette structure des communes isolées de Chargey-lès-Gray, Onay, Velesmes-Échevanney.
La commune est donc membre depuis le 1er janvier 2013 de la nouvelle communauté de communes Val de Gray.

### Liste des maires
| Période                                  | Période          | Identité                                  | Étiquette | Qualité       |
| ---------------------------------------- | ---------------- | ----------------------------------------- | --------- | ------------- |
| Les données manquantes sont à compléter. |                  |                                           |           |               |
|                                          | 17 décembre 1962 | Marius Auguste Émile Jean-Baptiste Régent |           | militaire     |
| 1977                                     | 2001             | Marc Chabot                               |           | Ingénieur BTP |
| 2001                                     | 2014             | Alain Brice                               |           |               |
| mars 2014                                | 2020             | Daniel Floch                              |           | Retraité      |
| 2020                                     | En cours         | Jérôme Saccomani                          |           |               |

## Démographie
L'évolution du nombre d'habitants est connue à travers les recensements de la population effectués dans la commune depuis 1793. Pour les communes de moins de 10 000 habitants, une enquête de recensement portant sur toute la population est réalisée tous les cinq ans, les populations de référence des années intermédiaires étant quant à elles estimées par interpolation ou extrapolation. Pour la commune, le premier recensement exhaustif entrant dans le cadre du nouveau dispositif a été réalisé en 2004.

En 2022, la commune comptait 386 habitants, en évolution de +3,76 % par rapport à 2016 (Haute-Saône : −1,4 %, France hors Mayotte : +2,11 %).
| 1793 | 1800  | 1806  | 1821  | 1831  | 1836  | 1841  | 1846  | 1851  |
| ---- | ----- | ----- | ----- | ----- | ----- | ----- | ----- | ----- |
| 744  | 1 213 | 1 342 | 1 465 | 1 110 | 1 277 | 1 279 | 1 307 | 1 368 |

| 1856  | 1861  | 1866  | 1872  | 1876  | 1881  | 1886 | 1891 | 1896 |
| ----- | ----- | ----- | ----- | ----- | ----- | ---- | ---- | ---- |
| 1 328 | 1 229 | 1 269 | 1 096 | 1 052 | 1 008 | 976  | 891  | 858  |

| 1901 | 1906 | 1911 | 1921 | 1926 | 1931 | 1936 | 1946 | 1954 |
| ---- | ---- | ---- | ---- | ---- | ---- | ---- | ---- | ---- |
| 782  | 761  | 793  | 593  | 619  | 602  | 608  | 511  | 584  |

| 1962 | 1968 | 1975 | 1982 | 1990 | 1999 | 2004 | 2006 | 2009 |
| ---- | ---- | ---- | ---- | ---- | ---- | ---- | ---- | ---- |
| 533  | 509  | 500  | 482  | 505  | 497  | 474  | 461  | 452  |

| 2014 | 2019 | 2022 | - | - | - | - | - | - |
| ---- | ---- | ---- | - | - | - | - | - | - |
| 390  | 377  | 386  | - | - | - | - | - | - |

## Culture locale et patrimoine

### Lieux et monuments

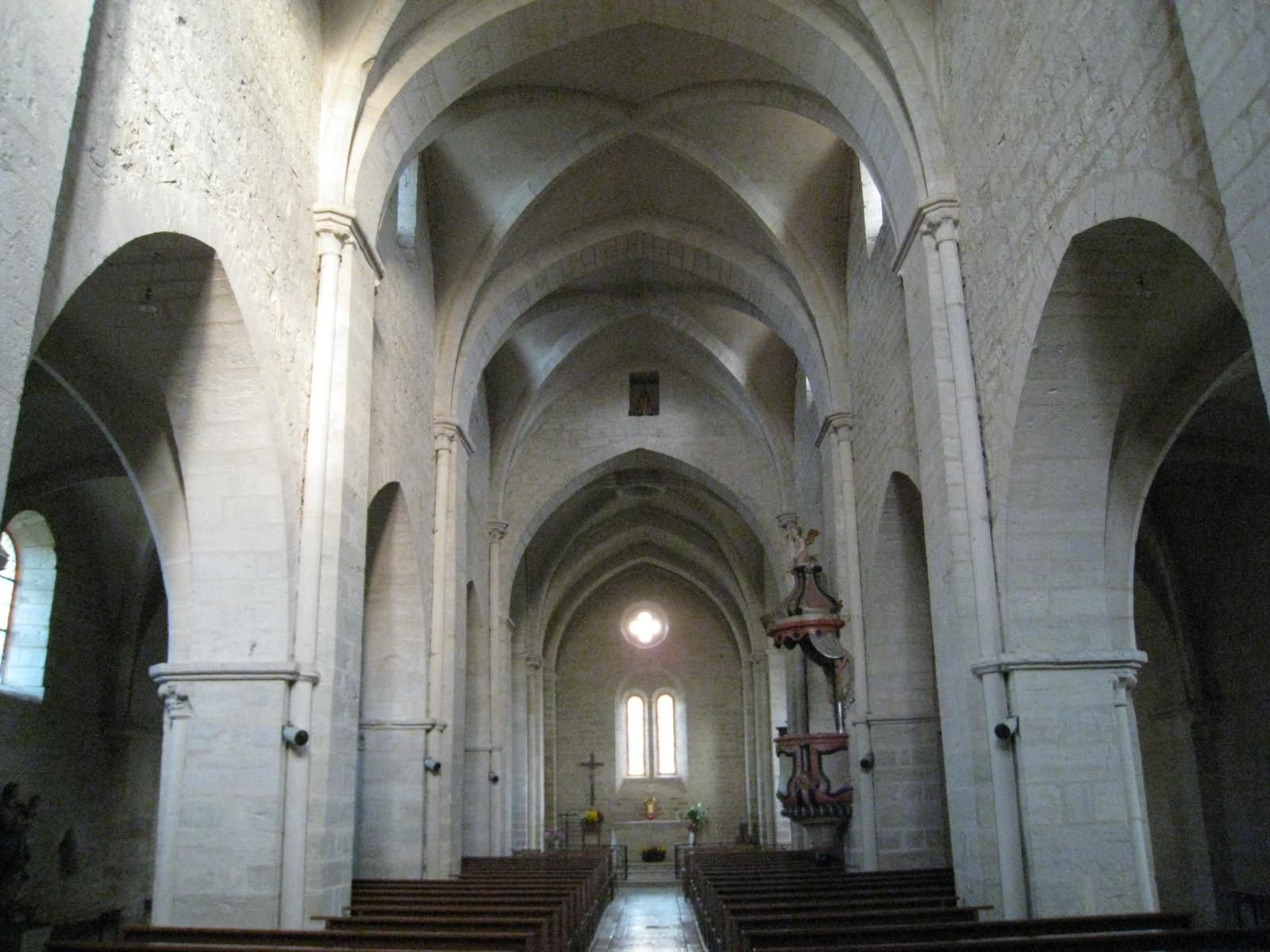
Intérieur de l'église Saint-Didier.

- Église Saint-Didier d'Autrey-lès-Gray est classée depuis le 26 octobre 1910 au titre des Monuments historiques[25] (style transition roman-gothique[26],[27]).

### Personnalités liées à la commune
- Jean-Baptiste Charnotet (1761-1843), né à Autrey, baron de l'Empire, général de brigade.
- Pierre Louis Richard (1852-1930), né à Autrey, médecin inspecteur, directeur du service de santé du 7e corps d'armée, commandeur de la Légion d'honneur[28].
- René Bouscat (1891-1970), général d'armée aérienne, est enterré à Autrey[29].

### Héraldique
|  | Les armes de la commune se blasonnent ainsi : de gueules aux trois chevrons d’or. |